# Paradoxe de Downs-Thomson
Le paradoxe de Downs-Thomson (ainsi nommé d'après Anthony Downs et de John Michael Thomson), également connu sous le nom de paradoxe de Pigou-Knight-Downs (d'après Arthur Cecil Pigou et Frank Knight), annonce que la vitesse d'équilibre du trafic automobile sur un réseau routier est déterminée par la vitesse moyenne porte-à-porte des trajets équivalents effectués en transport en commun.
Il s'agit d'un paradoxe dans la mesure où les améliorations du réseau routier ne réduisent pas la congestion du trafic. Les améliorations apportées au réseau routier peuvent même aggraver la congestion si elles rendent les transports publics moins pratiques, ou si elles entraînent un manque d'investissement dans le système de transport public.

## Conséquences
La conclusion qu'il en faut tirer, si le paradoxe s'applique vraiment, c'est que l'expansion d'un réseau routier comme remède à la congestion est inefficace et souvent même contre-productive. C'est ce que l'on appelle la position de Lewis-Mogridge (en), qui a été largement documentée par Martin Mogridge (en) dans l'étude de cas de Londres, dans son livre Travel in towns : jam yesterday, jam today and jam tomorrow ?.
Un article de Dietrich Braess paru en 1968 a mis en évidence l'existence d'un phénomène contre-intuitif relatif aux réseaux de transports : le paradoxe de Braess stipule que l'ajout d'une capacité supplémentaire à un réseau, lorsque les entités mobiles choisissent égoïstement leur itinéraire, peut, dans certains cas, réduire les performances globales.
L'étude de ce phénomène suscite d'autant plus d'intérêt qu'il peut se produire aussi bien dans les réseaux informatiques que dans les réseaux de transport. L'augmentation de la taille du réseau caractérisée par des comportements d'usagers similaires à ceux des voyageurs sur les réseaux routiers, qui agissent de manière indépendante et décentralisée en choisissant des itinéraires optimaux entre l'origine et la destination, est une extension de la théorie de la demande induite et est cohérente avec la théorie de Downs de 1992 sur la "triple convergence", formulée pour expliquer la difficulté de supprimer les pics de congestion sur les autoroutes. En réponse à un ajout de capacité, trois effets immédiats se produisent : les conducteurs utilisant des itinéraires alternatifs commencent à utiliser l'autoroute agrandie ; ceux qui voyageaient auparavant en dehors des heures de pointe (soit immédiatement avant ou après la pointe) se décalent vers les heures de pointe (comportement de reprogrammation tel que défini précédemment) et les utilisateurs des transports publics se tournent vers la voiture.

### Restrictions quant à la validité
Selon Downs, le lien entre les vitesses moyennes des transports publics et celles des transports privés ne s'applique qu'"aux régions dans lesquelles la grande majorité des déplacements aux heures de pointe s'effectue sur des systèmes tels que le métro (rapid transit) avec des voies séparées. Le centre de Londres en est un exemple, puisqu'en 2001, environ 85 % de tous les navetteurs aux heures de pointe le matin vers cette zone utilisaient les transports publics (dont 77 % sur des voies séparées) et seulement 11 % les voitures particulières. Lorsque l'équilibre des déplacements aux heures de pointe a été atteint entre le système de métro et les principales routes de banlieue, le temps de déplacement nécessaire pour un trajet donné est à peu près égal sur les deux modes".